# Roadhouse Blues/Albinoni: Adagio
Roadhouse Blues/Albinoni: Adagio è un singolo dei The Doors, estratto dall'album An American Prayer e pubblicato nel 1979.

## Descrizione
Il singolo venne pubblicato per la promozione del nuovo album del gruppo che si era riformato nel 1978 per la realizzazione dell'album An American Prayer.

## Tracce
1. Roadhouse Blues – 3:45 (The Doors)
2. Albinoni: Adagio – 2:10